# Arienne Mandi
Arienne Mandi (Los Ángeles, California) es una actriz, estadounidense, más conocida por su papel como Dani Núñez en The L Word: Generation Q.

## Biografía y vida privada
Mandi nació en Los Ángeles, California y es descendiente chilena e iraní. Es políglota y habla español, francés, persa e inglés. Mandi se identifica como pansexual. Estudió Comunicaciones en UCLA.

## Filmografía
| Año       | Título                   | Papel                             | Notas                            |
| --------- | ------------------------ | --------------------------------- | -------------------------------- |
| 2014      | The Interns              | Mimi                              | Película                         |
| 2014      | Matador                  | Chica nicaragüense                | Episodio: "Enter the Worm"       |
| 2015      | Between the Lines        | Madeline                          | Cortometraje                     |
| 2015      | NCIS: Los Ángeles        | Catalina Diaz                     | Episodio: "Driving Miss Diaz"    |
| 2015      | Agent X                  | Afshan                            | Episodio: "Long Walk Home"       |
| 2017      | Escape Artist            | Arienne                           | Película                         |
| 2017      | In the Vault             | Valentina Velez                   | 8 episodios                      |
| 2018      | NCIS                     | Emma Sweeney                      | Episodio: "Handle with Care"     |
| 2018      | Baja                     | Lisa Bolanos / Lorena De Los Rios | Película                         |
| 2018      | Hawaii Five-0            | Carlotta                          | Episodio: "Ahuwale Ka Nane Huna" |
| 2020      | Break Even               | Maddy                             | Película                         |
| 2019-2021 | The L Word: Generation Q | Dani Nùñez                        | Papel principal                  |

2025.   El agente nocturno  Noor Taheri. Personaje secundario